# Köllerpolitikken
Köllerpolitikken  betegner den preussiske chikanepolitik overfor de dansksindede i Slesvig / Sønderjylland under overpræsidenten Ernst Matthias von Köller i perioden fra 1898 til 1903.
Von Köller var en konservativ politiker fra Pommern, som i oktober 1898 blev udnævnt til overpræsident i provinsen Slesvig-Holsten. I sin nye funktion forsøgte han at standse den danske bevægelse i det af Preussen annekterede hertugdømme Slesvig ved mødeforbud, foreningsforbud, masseudvisninger, fængselsstraffe og fratagelse af forældrerettigheder m.m.
I perioden 1898-1903 udvistes omtrent 900 personer fra Slesvig. Han fik hjælp af loyale medarbejdere, som kom sydfra og som intet kendskab havde til områdets danske kultur. Fronterne mellem danske og tyske slesvigere blev således voldsomt skærpet i Köller-perioden. Formålet var at fremme Slesvigs fortyskning. Köllers politik førte til en tættere sammenhold blandt de danske, men betød også en tilbagegang for de dansksindede. Hans metoder vakte stor opmærksomhed i Danmark og i det øvrige Europa. I 1903 måtte von Köller forlade landsdelen. 